# Коллекция (Shareaza)
Shareaza collection — открытый формат файлов на основе XML, предназначенный для описания ссылок на файлы для загрузки по протоколам Gnutella2, Gnutella и eDonkey.
Собственно файл является ZIP архивом, содержащим Collection.xml и некоторые другие файлы, например, HTML страницу index.htm, обложку, прочую графику. Формат Collection.xml позволяет (и поощряет), помимо хешей, хранить метаинформацию о файлах: исполнитель, название альбома, издательство книги, разработчик программы и т. п.